# Тарахумаре
Тарахумаре су индијански народ који насељава део планинског система Сијера Мадре, у Мексику. Територија коју насељавају је позната и под називом Бакарни кањон. По последњем попису евидентиан је 106.000 припадника овог народа на територији Мексика. Држава у којој живе Тарахумаре је Чивава. 
Живе једноставним и неометаним животом, без модерне технологије. Живе у мањим кућама направљеним од ћерпића, камена или дрвета, и у пећинама. Ћутљив и су и повучени. Окупљају се у време светковина. 
Тарахумаре себе називају Рарамури, што у преводу значи тркачи или трчећи народ (foot runners). Назив Тарахумаре су им дали Конквистадори који нису могли да разумеју њихов језик. Тарахумаре овај назив сматрају неодговарајућим и себе још у век називају Рарамури.

## Култура

### Начин живота
Тарахумаре живе једнставним животом. Не користе модерну технологију. Баве се примарно пољопривредом и узгајају животиње попут говеда, оваца и коза. Од њих добијају млеко и вуну али их не узгајају ради добијања меса. Месо које користе у исхрани добијају ловом и риболовом. Главне агрикултуре које узгајају су кукуруз, тиквице и пасуљ, док су друге културе мање значајне. Кукуруз је главна биљка која се јавља у њиховој свакодневној исхрани. Због неодговарајуће климе не узгајају бројно воће.
Најважнији занати су керамика, ткање ћебади и корпи.

### Породице
У породицама се јавља моногамија и полигамија. Живе у групама од по неколико породица, које се називају ранчеви или "Ранчо". Свака кућа на ранчу има главну собу и зидана је од камена или брвана. Више оваквих група чини "Пуебло". Оно представља главну територијалну јединицу. Сваки "Пуебло" има изабране службенике као и цркву, судницу и затвор. Цркве се налазе у центру насељене територије и има посебан значај. Насеља су раштркана.

### Одећа
Некада су своју одећу правили сами, од материјала које су имали при руци, углавном су користили кожу животиња, а ређе биље. током седамнаестог века почели су са ткањем вуне. А затим су почели да купују готове памучне материјале и израђивали су одећу сличну оној коју данас носе. 
Данас је одећа Тарахумара једноставнија. Жене облаче широке блузе и хаљине, које обавијају појасом. Сукње су цветних дезена (сипутза) и дужине до испод колена. На главама носе мараме. Мушкарци облаче кошуље, које се називају напатза, и траке око главе. Сандале које Тарахумаре носе, на њихвом језику зову се акака.

## Традиције и обичаји

### Трчање и обичајне трке
Тарахумаре сматрају да је трчање и ходање повезано са њиховим прецима, јер се сматра да су духови предака у земљи. Тарахумаре (Рарамури-људи брзих стопала) познати су по својој издржљивости. Њихова насеља била су удаљена неколико сати хода и једини начин да дођу једни до других било је пешке, односно трчећи. Њихова издржљивост и брзина доприели су и у лову.
Обичајне трке измеђ два суседна села које се одржавају већ вековима називају се рарајупари. Припреме за трку се врше недељама, а сеоске старешине бирају 10 најбољих тркача који ће представљати село. Трка почиње у раним вечерњим сатима у једном од села и трчи ка другом селу удаљеном неколико стотина километара. Тимови трче паралелно један са другим додајући дрвену лопту један другом. Обе екипе покушавају да дођу до гола, а највећа срамота је изгубити лопту. Лопта се прави од дрвета. 
Традиција познатој као корима потиче из закона предака који од свих Рарамурија тражи да помажу једни другима. Ова помоћ укључује пријем у групу као део породице. Кад год радите по законима корима, особа која пружа помоћ плаћа се храном и пићем.
Тарахумаре имају и своје свечане плесове. Оне се славе уз њихов пољопривредни календар. Верује се да се плесом успоставља веза са боговима и упокојеним прецима. Кукурузно пиво је главно послужење на овом догађају.